# Джодрелл-Бэнк (обсерватория)
Обсерватория Джодрелл-Бэнк (изначально — Экспериментальная станция Джодрелл-Бэнк, позже, в 1966—1999 гг. — Радиоастрономические лаборатории «Ньюффилд») содержит несколько радиотелескопов, и является частью Астрофизического центра Джодрелл-Бэнк Манчестерского университета. Играет важную роль в исследованиях метеоров, квазаров, пульсаров, мазеров и гравитационных линз, и принимает активное участие в отслеживании космических аппаратов с начала космической эры.
Район обсерватории, включая туристический центр «Джодрелл-Бэнк» и дендрарий, расположены в общине Лоуэр-Витингтон, рядом с Густри и Холмс-Чапел, Чешир, Северо-Западная Англия.
Обсерватория Джодрелл-Бэнк в 2019 году вошла в список объектов всемирного культурного наследия ЮНЕСКО.

## История
Обсерватория была основана в 1945 году сэром Бернардом Ловеллом (англ. Bernard Lovell), который хотел исследовать космические лучи после своей работы на РЛС во время Второй мировой войны.
В начале «холодной войны» между странами Запада и СССР, радиотелескоп Джодрелл-Бэнк был единственным инструментом, способным регистрировать запуски советских межконтинентальных ракет.

## Инструменты
Главный инструмент обсерватории — радиотелескоп имени Б. Ловелла, третий из крупнейших полноповоротных телескопов в мире. Кроме него, в обсерватории расположены ещё три радиотелескопа: Марк 2, РТ‑13 и РТ‑7. Обсерватория Джодрелл-Бэнк также является базовой станцией радиоинтерферометра МЕРЛИН.